# Stenocorus vestitus
Stenocorus vestitus là một loài bọ cánh cứng trong họ Cerambycidae.